# María Pacheco
María López de Mendoza y Pacheco, född 1496, död 1531, var en spansk (kastiliansk) adelskvinna, känd för den roll hon spelade under Comunerosupproret. Hon övertog som änka det lokala ledarskapet för upproret i Toledo efter sin make mellan 1521 och 1522.

## Biografi
María Pacheco var dotter till markis Íñigo López de Mendoza y Quiñones och Francisca Pacheco. Hon fick en klassisk bildning, och gifte sig 1515 med adelsmannen Juan López de Padilla.
María Pachecos make blev 1520 ledare för Comunerosupproret i Toledo, men tillfångatogs och avrättades 1521. Hon klädde sig i sorgdräkt, tog framgångsrikt ledningen över hans anhängare och blev därmed ledare för upproret i Toledo och befäste staden mot den kungliga armén. Hon gick 1521 med på att kapitulera efter framgångsrika förhandlingar där hennes krav tillmötesgicks. När den kungliga sidan svek överenskommelsen 1522, befäste hon åter Toledo i uppror. Denna gång lyckades hon dock inte behålla kontrollen över staden. När rojalister hotade henne och krävde hennes huvud, flydde hon staden i förklädnad. Hon flydde framgångsrikt till Portugal, där hon levde fram till sin död.
María Pachecos egendom i Spanien konfiskerades, hennes bostad revs och salt ströddes i fårorna, och hon fördömdes i sin frånvaro som sinnessjuk häxa. Historiskt har hon kommit att bli en symbol för striden mot monarkin.